# Arne Hoel

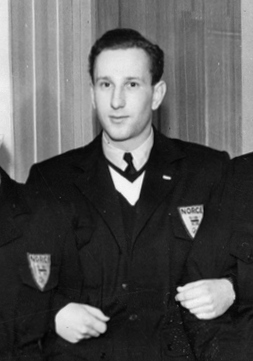
Hoel som reserv i det norska laget vid vinterspelen 1948.

Arne Hoel, född 5 april 1927 i Skoger i Drammen, död 10 september 2006 i Oslo, var en norsk backhoppare som tävlade för Ski- og fotballklubben Lyn och Sportsklubben Varg, båda i Oslo.

## Karriär
Arne Hoel hade sin första stora framgång under Svenska skidspelen 1947 i Sundsvall där han vann före landsmännen Henry Amdal och Asbjørn Ruud. Han blev nummer två i backhoppningen under skidspelen i Sundsvall 1951 efter hemmafavoriten Karl Holmström och före landsmannen Halvor Næs. Arne Hoel vann Holmenkollrennet 1948 (före landsmännen Thorleif Schjelderup och Petter Hugsted). Han vann även 1951 i Holmenkollen (före landsmannen Georg Thrane och österrikaren Sepp Bradl). Hans tredje vinst i Holmenkollen kom 1959, då han vann före Inge Lindqvist från Sverige som delade andraplatsen med Nikolaj Kamenskij från Sovjetunionen. Tävlingen i Holmenkollen 1954 sköts upp på grund av vind. Arne Hoel vann även den uppskjutna tävlingen, men den räknas inte in i officiell statistik.
Hoel vann norska mästerskapen i backhoppning 1956 i Drammen. Han har även en bronsmedalj från norska mästerskapen 1951 i Narvik.
Arne Hoel deltog vid två olympiska vinterspel. Under OS 1952 på hemmaplan i Oslo blev Arne Hoel nummer 6. Han var 10,5 poäng efter segrande landsmannen Arnfinn Bergmann och 4,0 poäng från bronsmedaljen som vanns av Karl Holmström. Nära 150.000 åskådare såg den olympiska backhoppningstävlingen i Holmenkollen.
Under OS 1956 i Cortina d'Ampezzo i Italien blev Arne Hoel nummer 11. Finländarna Antti Hyvärinen och Aulis Kallakorpi vann en dubbel. Hoel var 20,5 poäng efter guldvinnaren Hyvärinen och 18,0 poäng från bronset som vanns av Harry Glass från Tyskland.

## Utmärkelser
- 1956: Arne Hoel tilldelades Holmenkollmedaljen (sv: Holmenkollenmedaljen) 1956 för sina framgångar i Holmenkollen. Han fick medaljen tillsammans med Arnfinn Bergmann och Borghild Niskin (som blev första kvinna i historien att tilldelas Holmenkollenmedaljen).